# 阿穆里
47°35′1″N 30°10′19″E / 47.58361°N 30.17194°E
阿穆里（烏克蘭語：Амури）是位於烏克蘭西南部的村莊，由敖德薩州波季利斯克区的阿南伊夫市鎮負責管轄。該村始建於1895年，面積0.85平方公里，海拔高度70米，2001年人口149，人口密度每平方公里175.29人。